# Fritz Klaus
Fritz Klaus (* 18. September 1921 in Frenkendorf, Kanton Basel-Landschaft; † 24. September 1984 in Liestal) war ein Schweizer Lehrer, Volkskundler und Autor.

## Leben und Werk
Fritz Klaus veröffentlichte seine ersten Aufsätze als 17-Jähriger in der in Sissach erscheinenden Regionalzeitung Volksstimme. Er absolvierte nach dem Realgymnasium in Basel eine SBB-Stationslehre. Diese schloss er 1943 mit der Wahlfähigkeitsprüfung und mit der Beförderung zum Beamten ab. Ein Jahr später begann Klaus an der Universität Basel, Geschichte, Deutsch und Französisch zu studieren, und erwarb das Lehrerdiplom. An der Knabenrealschule in Liestal unterrichtete Klaus von 1949 bis 1979.
Klaus schrieb mehrere historische Bücher über Baselland. 1969 verfasste er die Festschrift 50 Jahre Verband der Industriellen von Baselland. Klaus war u. a. mit Paul Suter und Eduard Strübin befreundet. 1978 wurde er von der basellandschaftlichen Regierung beauftragt, ein Quellenwerk zur Geschichte des Kantons herauszugeben. Am 5. April 1984 wurde Klaus auf Schloss Ebenrain der Kulturpreis des Kantons Basel-Landschaft überreicht.
Seit der Gründung der Gesellschaft für Baselbieter Heimatforschung war Klaus deren Aktuar. Bis kurz vor seinem Tod arbeitete er am dritten Band der Historischen Dokumente des Kantons Basel-Landschaft.
Fritz Klaus war mit Rosmarie, geborene Hofer, verheiratet. Zusammen hatten sie sechs Kinder.

## Werke (Auswahl)
- Baselland zwischen Strom und Berg, 1959
- Chumm ins Baselbiet, ein illustrierter Führer, 1964
- Heimatkunde von Liestal, 1970
- Unser Kanton – ein heimatkundliches Lese- und Arbeitsbuch, 1982
- Basel-Landschaft: Porträt eines jungen Kantons, 1982